# Pocona
Pocona es una localidad y municipio de Bolivia, ubicado en la provincia de Carrasco en el departamento de Cochabamba. El municipio tiene una superficie de 870 km² y cuenta con una población de 10.750 habitantes (según el Censo INE 2012).
La población es de origen quechua. En el municipio se encuentran algunos lugares atractivos para visitar como el legendario sitio arqueológico de Incallajta, y el cañadón Yana qaqa, muy cerca del Parque eólico de Qollpana.

## Historia
El pueblo de Pocona fue fundado por misioneros franciscanos entre los años 1535 y 1577.
En agosto de 1546 hubo una batalla en la ciudad en el marco de las guerras civiles entre los conquistadores del Perú.
El 24 de mayo de 1812, a unos cinco kilómetros al noroeste del pueblo de Pocona, el caudillo y comandante Esteban Arze junto a su pequeña tropa enfrentó al ejército bien armado del militar realista José Manuel de Goyeneche, en lo que se conoce como el combate de Pocona, en la que cientos de guerreros compatriotas perecieron ante el hueste español.
El invencible ejército de Goyeneche posteriormente pasaría hacia Cochabamba a derrotar a los insurgentes en la batalla de la Coronilla el 27 de mayo de 1812.

## Geografía
Pocona presenta en su generalidad paisajes montañosos con valles de laderas escarpadas. Su territorio tiene una altura que va de los 2.400 a los 3.800 m s. n. m., con una precipitación pluvial de 792 mm y un clima seco y semiárido, con una temperatura promedio de 14 °C.
Limita al norte con el municipio de Tiraque, al este con Totora, al sur y suroeste con Mizque, al oeste con Alalay y al noroeste con Vacas.

## Demografía
De acuerdo con el censo boliviano de 2024, la población del municipio de Pocona es de 12 216 habitantes.
La población del municipio se mantuvo aproximadamente igual entre 1992 y 2024, a pesar de fuertes fluctuaciones:
| Año  | Habitantes (municipio) | Fuente |
| ---- | ---------------------- | ------ |
| 1992 | 12.799                 | Censo  |
| 2001 | 13.488                 | Censo  |
| 2012 | 10.750                 | Censo  |
| 2024 | 12.216                 | Censo  |

## División administrativa
El municipio se encuentra compuesto por 6 distritos municipales:
1. Arepucho
2. Conda
3. Wayapacha
4. Chimboata
5. Chilijchi
6. Pocona

Así mismo dentro de estos distritos existen 89 comunidades, 87 sindicatos campesinos y 2 juntas vecinales.

## Economía
La principal actividad de Pocona es la agropecuaria con la producción de papa, trigo, maíz, y la cría de ganado ovino, caballar y porcino. La artesanía produce cestería y tejidos. La papa es el principal cultivo comercial, destinado a los mercados de las ciudades de Cochabamba y Santa Cruz de la Sierra.

## Transporte
Pocona se ubica a 110 kilómetros por carretera al sureste de Cochabamba, la capital del departamento.
Desde Cochabamba, la carretera asfaltada Ruta 7 conduce por Tolata y Paracaya hasta Epizana y, por Pojo, Comarapa y La Angostura, a la ciudad de Santa Cruz de la Sierra. Diez kilómetros al noroeste de Epizana, una carretera rural sin asfaltar se bifurca en dirección suroeste y después de veinte kilómetros llega a Pocona.